# HMD Motorsports
HMD Motorsports é uma equipe de automobilismo dos Estados Unidos, sediada em Brownsburg, no estado de Indiana. Disputa atualmente a Indy NXT, como equipe independente ou formando parceria com outros times, além de ter competido entre 2022 e 2023 na IndyCar Series, em associação com a Dale Coyne Racing.

## História

### Indy Lights/NXT e IndyCar
A equipe fez sua estreia na Indy Lights em 2019, assumindo as operações da BN Racing que haviam sido vendidas a Henry Malukas, pai do piloto David Malukas, que teria como companheiro de time o britânico Toby Sowery (este, em parceria com a Team Pelfrey). A dupla teve bom desempenho no campeonato, e Sowery encerrou a temporada em terceiro lugar com 367 pontos, obtendo uma vitória, 7 pódios e uma volta mais rápida. Em 2020 disputaria seu primeiro campeonato como uma equipe independente e teria como pilotos David Malukas, Santiago Urrutia e Antonio Serravalle, mas a pandemia de COVID-19 forçou o cancelamento da temporada.
Em 2021, formou parceria com a Global Racing Group e teve como pilotos Benjamin Pedersen e Linus Lundqvist, e também correu de forma própria com Malukas, Nikita Lastochkin e Manuel Sulaimán (que substituiu o russo em Portland). O norte-americano terminou como vice-campeão, ficando apenas 13 pontos atrás de Kyle Kirkwood.
Para a temporada seguinte, a parceria entre Global Racing Group e HMD seguiria, desta vez tendo Pedersen como representante isolado, e a equipe fez uma associação com a Dale Coyne Racing, tendo 8 pilotos na Lights (que também seria vista na IndyCar Series com David Malukas). Lundqvist sagrou-se campeão com 5 vitórias em 14 corridas na Lights, enquanto Malukas estreou na IndyCar com um segundo lugar em Gateway como melhor posição de chegada.
Em 2023, a HMD competiu com formação própria (3 carros para Josh Pierson, Kyffin Simpson e Toby Sowery), manteve a parceria com a Dale Coyne (tanto na renomeada Indy NXT quanto na IndyCar), colocando 7 pilotos diferentes na categoria de acesso, também colocando um carro para Ernie Francis Jr. (parceria com a Force Indy). Na Indy NXT, o título foi conquistado pelo dinamarquês Christian Rasmussen (mesmo com a temporada ameaçada 3 vezes por falta de patrocínio), e David Malukas terminaria o campeonato da IndyCar em 17º lugar, tendo como melhor resultado um terceiro lugar novamente em Gateway. A parceria Force Indy e HMD seria mantida para 2024, tendo Myles Rowe como piloto.

## Fórmula Regional das Américas
Em 2020, a HMD Motorsports competiu no Campeonato de Fórmula Regional das Américas, tendo como pilotos David Malukas, Kyffin Simpson, Santiago Urrutia (remanejado da Indy Lights após a paralisação em decorrência da pandemia de COVID-19), Logan Cusson e Marco Cacic. O norte-americano terminou como vice-campeão da temporada.